# Santadi
Santadi – miejscowość i gmina we Włoszech, w regionie Sardynia, w prowincji Sud Sardynia.
Według danych na rok 2004 gminę zamieszkiwało 3758 osób, 32,7 os./km². Graniczy z Assemini, Domus de Maria, Nuxis, Piscinas, Pula, Teulada, Villa San Pietro i Villaperuccio.